# Y Garn
Y Garn är ett berg i Storbritannien.   Det ligger i kommunen Gwynedd och riksdelen Wales, i den södra delen av landet, 300 km nordväst om huvudstaden London. Toppen på Y Garn är 947 meter över havet, eller 743 meter över den omgivande terrängen. Bredden vid basen är 9,4 km.
Terrängen runt Y Garn är huvudsakligen kuperad.Runt Y Garn är det ganska tätbefolkat, med 60 invånare per kvadratkilometer. Närmaste större samhälle är Bangor, 13,6 km norr om Y Garn. Trakten runt Y Garn består i huvudsak av gräsmarker.